# James Ford (músico)
James Ford (Staffordshire, 10 de dezembro de 1978) é um multi-instrumentista, compositor e produtor musical do Reino Unido. Ele, atualmente, faz parte do grupo Simian Mobile Disco. e da The Last Shadow Puppets, uma ramificação do Arctic Monkeys.
James produziu álbuns para inúmeros artistas, incluindo Arctic Monkeys, Fontaines D.C., Beth Gibbons, Kylie Minogue, Blur, Gorillaz, Depeche Mode, Jessie Ware, Foals, Klaxons e outros. Em 2023, lançou seu primeiro álbum solo como James Ellis Ford, "The Hum", pela Warp Records.